# The First (série de televisão)
The First (bra: The First - Viagem a Marte) é uma série de televisão dramática britânico-estadunidense criada por Beau Willimon e estrelada por Sean Penn, Natascha McElhone, LisaGay Hamilton, Hannah Ware, Keiko Agena, Rey Lucas e James Ransone. Trata-se de uma coprodução entre o serviço de streaming Hulu e a rede Channel 4. Estreou em 14 de setembro de 2018 nos Estados Unidos e em 1º de novembro de 2018 no Reino Unido. Em 18 de janeiro de 2019, a série foi cancelada após uma temporada.

## Elenco e personagens

### Principal
- Sean Penn como Tom Hagerty
- Natascha McElhone como Laz Ingram
- Anna Jacoby-Heron como Denise Hagerty
- LisaGay Hamilton como Kayla Price
- Hannah Ware como Sadie Hewitt
- Keiko Agena como Aiko Hakari
- Rey Lucas como Matteo Vega
- James Ransone como Nick Fletcher
- Brian Lee Franklin como Lawrence
- Oded Fehr como Eitan Hafri
- Norbert Leo Butz como Matthew Dawes
- Annie Parisse como Ellen Dawes
- Melissa George como Diane Hagerty
- Jeannie Berlin como Presidente Cecily Burke
- Bill Camp como Aaron Shultz
- Ana Lucia Souza como bailarina

### Recorrente
- T. C. Matherne como Jason
- D. W. Moffett como Robert Cordine
- Tracie Thoms como Nancy
- Fernanda Andrade como Camila Rodriguez
- Patrick Kennedy como Ollie Bennett
- Anthony Marble como Engenheiro #1
- Kelly Murtagh como Engenheiro #2
- Amber Patino como Amanda Ingram
- Alex Rubin como Devon Ingram
- John "Spud" McConnell como Senador Thibodeaux
- Scott Takeda como Todd
- Sharon Omi como Edith
- Miguel Najera como Mr. Castillo
- Sol Miranda como Mrs. Castillo
- Billy Slaughter como Advogado
- Cara Ronzetti como Myk
- Devyn Tyler como Samantha
- Fallon Katz como Charlotte Dawes
- Marcus Lyle Brown como Diretor de Lançamento
- Galen Lee como Filho de Aiko
- Asher Lee como Filho de Aiko

## Lançamento
Em 9 de junho de 2018, o criador e produtor executivo Beau Willimon apareceu no ATX Television Festival, onde foi exibido um pequeno trailer da série narrado por Sean Penn. Em 7 de setembro de 2018, uma prévia do programa foi exibido durante o 12º PaleyFest Fall Television Previews.

## Recepção
No Rotten Tomatoes, a série tem um índice de aprovação de 68% com uma nota média de 6,3 em 10, com base em 59 críticas. O consenso crítico do site diz, "Sean Penn tem um desempenho intensamente comovente como o motivado, mas conflituoso, Tom Hagerty na primeira temporada um tanto lenta de The First. O Metacritic, que usa uma média ponderada, atribuiu à série uma pontuação de 61 em 100 com base em 28 avaliações, indicando "críticas geralmente favoráveis".